# 鄂西香草
鄂西香草（学名：Lysimachia pseudo-trichopoda）为报春花科珍珠菜属的植物，是中国的特有植物。分布在中国大陆的四川、湖北等地，生长于海拔1,100米至1,400米的地区，多生长于山地林下以及草丛中，目前尚未由人工引种栽培。